# Obstrucció del conducte nasolacrimal
L'obstrucció del conducte nasolacrimal és l'obstrucció del conducte nasolacrimal i pot ser congènita o adquirida. L'obstrucció del conducte nasolacrimal condueix a l'existència de llagrimeig excessiu (epífora), en no poder drenar pel conducte. Quan l'obstrucció no es completa se sol parlar de dacrioestenosi.

## Signes i símptomes
El llagrimeig excessiu és la queixa més freqüent dels pacients amb obstrucció del conducte nasolacrimal, seguit d'infeccions agudes o cròniques. El dolor al costat del nas suggereix una dacriocistitis.
L'obstrucció del conducte nasolacrimal és més freqüent amb l'edat i més freqüent en les dones que en els homes.

## Causa

### Estenosi involucional
L'estenosi involucional és probablement la causa més comuna d'obstrucció del conducte nasolacrimal en persones grans. Afecta les dones amb el doble de freqüència que els homes. Tot i que es desconeix l'esdeveniment incitador en aquest procés, l'estudi clinicopatològic suggereix que la compressió del lumen del conducte nasolacrimal és causada per infiltrats i edema inflamatoris. Això pot ser el resultat d'una infecció no identificada o possiblement una malaltia autoimmunitària.

### Dacriòlit
Els dacriòlits o formació de càlculs, dins del sac lacrimal també poden produir obstrucció del conducte nasolacrimal.

### Malaltia sinusal
Una malaltia sinusal pot afectar el conducte nasolacrimal i contribuir al desenvolupament de la seva obstrucció. S'ha de preguntar als pacients sobre la cirurgia sinusal prèvia, ja que el conducte nasolacrimal de vegades està danyat quan l'ostium (l'entrada) del si maxil·lar s'ha ampliat anteriorment.

### Trauma
Les fractures nasoorbitals poden afectar el conducte nasolacrimal. S'ha de considerar un tractament precoç mitjançant la reducció de fractures amb stents de tot el sistema de drenatge lacrimal. Tanmateix, aquestes lesions sovint no es reconeixen o es descuiden inicialment a mesura que es tracten les lesions més greus. En aquests casos, el tractament tardà de l'epífora persistent sol requerir una dacriocistorrinostomia.

### Malaltia inflamatòria
La malaltia granulomatosa, inclosa la sarcoïdosi, la granulomatosi amb poliangiïtis i el granuloma de la línia mitjana, també pot provocar l'obstrucció del conducte nasolacrimal.

### Taps lacrimals
Igual que en casos similars d'obstrucció canalicular, els taps puntuals i canaliculars desplaçats poden migrar i cloure el conducte nasolacrimal.

### Neoplàsia
Una neoplàsia s'ha de considerar en qualsevol pacient que presenti obstrucció del conducte nasolacrimal. En pacients amb presentacions atípiques, incloent-hi l'edat més jove i el sexe masculí, és adequat un seguiment posterior. Una secreció sangonosa pels punts lacrimals o una distensió del sac lacrimal per sobre del tendó cantal medial també suggereix una neoplàsia.

### Congènit
L'obstrucció congènita del conducte nasolacrimal es produeix quan el conducte lacrimal no s'ha obert en el moment del naixement, sovint a causa d'una membrana imperforada a la vàlvula de Hasner. Al voltant del 6% dels nadons tenen obstrucció congènita del conducte nasolacrimal, o una dacrioestenosi, generalment presenten un ull plorós persistent fins i tot quan no plora. Si es produeix una infecció secundària (dacriocistitis), pot haver-hi secreció purulenta (groga/verda).

## Tractament

### Intubació i stents
Alguns metges creuen que l'estenosi parcial del conducte nasolacrimal amb epífora simptomàtica de vegades respon a la intubació quirúrgica de tot el sistema de drenatge lacrimal. Aquest procediment només s'ha de realitzar si els tubs es poden passar fàcilment. En l'obstrucció completa del conducte nasolacrimal, la intubació sola no és efectiva i s'ha de considerar una dacriocistorrinostomia.

### Dacriocistorrinostomia
Una dacriocistorrinostomia és el tractament d'elecció per a la majoria dels pacients amb obstrucció adquirida del conducte nasolacrimal. Les indicacions quirúrgiques inclouen dacriocistitis recurrent, reflux mucoide crònic, distensió dolorosa del sac lacrimal i epífora molesta. Per als pacients amb dacriocistitis, la infecció activa s'ha d'eliminar, si és possible, abans de realitzar una dacriocistorrinostomia.